# Lehm (Pegnitz)
Lehm (oberfränkisch ebenfalls Lehm)  ist ein Gemeindeteil der Stadt Pegnitz im Landkreis Bayreuth (Oberfranken, Bayern). Lehm liegt in der Gemarkung Buchau.

## Lage
Der Weiler bildet mit Buchau im Süden eine geschlossene Siedlung. Durch Lehm fließt der Erlbach, der etwas weiter südlich als rechter Zufluss in die Fichtenohe mündet. Eine Gemeindeverbindungsstraße führt nach Buchau zur Bundesstraße 2 (0,6 km südlich) bzw. über einen Kreisverkehr der Kreisstraße BT 23 nach Kaltenthal (1,9 km nördlich).

## Geschichte
Im Jahr 1366/68 wurde der Ort als „Zlöm“ erstmals schriftlich erwähnt. Der Ortsname leitet sich von lom (slaw. für Windbruch) ab. In der Folgezeit änderte sich der Ortsname: 1409 „Slöm“, 1412 „Loin“, 1433 „Löme“, 1530 „Löem“, 1820 „Löhm“ bis zur heutigen Angleichung an Lehm. Das Kloster Michelfeld war im Ort begütert. In der Fraisch unterstand Lehm dem brandenburg-bayreuthischen Verwalteramt Lindenhardt, das Teil des Oberamtes Pegnitz war. Von 1791/92 bis 1810 waren das preußische Justiz- und Kammeramt Pegnitz die übergeordneten Institutionen. Danach kam die gesamte Region an das Königreich Bayern.
Mit dem Gemeindeedikt (frühes 19. Jahrhundert) wurde Lehm dem Steuerdistrikt Buchau und der Ruralgemeinde Buchau zugewiesen. Im Rahmen der Gebietsreform in Bayern wurde Lehm am 1. Juli 1972 in die Stadt Pegnitz eingegliedert.